# مارک لنارد
مارک لنارد (انگلیسی: Mark Lenard; ۱۵ اکتبر ۱۹۲۴ – ۲۲ نوامبر ۱۹۹۶) هنرپیشه اهل ایالات متحده آمریکا بود که بین سال‌های ۱۹۵۱ تا ۱۹۹۳ میلادی فعالیت می‌کرد. او بیشتر به خاطر نقشهایش در مجموعهٔ پیشتازان فضا شناخته می‌شود.